# CHIVA
CHIVA ist eine Methode zur Behandlung von Krampfadern (Varizen) an den Beinen. CHIVA ist die französische Abkürzung für „Cure Conservatrice et Hémodynamique de l’Insuffisance Veineuse en Ambulatoire“, auf Deutsch: „ambulante, venenerhaltende, blutflusskorrigierende Behandlung von Krampfadern (Varizen)“.
Beim CHIVA-Verfahren wird die erkrankte Vene unterbunden und im Körper belassen und nicht herausgezogen. Insbesondere der Erhalt einer nur geringgradig erkrankten Stammvene ist von großem Nutzen, da diese für eine evtl. Bypass-Operation im Körper verbleiben kann.
Das Prinzip der CHIVA-Methode beruht darauf, dass sich Krampfadern zurückbilden können, wenn der falsche Blutfluss ausgeschaltet ist.

## Geschichte
Das Konzept der Rezirkulation in den Varizen, das 1890 von deutschen Arzt Trendelenburg erarbeitet und von Hach weiterentwickelt wurde, liegt im Wesentlichen auch den theoretischen Hintergründen der CHIVA-Methode zu Grunde.
Erst mit dem Aufkommen der Duplex-Sonografie war es jedoch möglich, die Blutflüsse in den Venen und Krampfadern exakt genug zu messen, um das Prinzip gut anwenden zu können. 1988 veröffentlichte der französische Gefäßchirurg Claude Franceschi erstmals die CHIVA-Methode. Er hat die Venen in drei Netze unterteilt: R1 für die tiefen Beinvenen, R2 für die Stammvenen und R3 für die epifaszialen Seitenäste.
In Frankreich zählt die CHIVA-Methode zu den gängigsten Verfahren zur Behandlung von Krampfadern. In Deutschland kommt sie dagegen seltener zum Einsatz.

## Anwendung
Zur Anwendung gelangt die CHIVA-Methode, wenn typische Varizenbeschwerden wie Verfärbungen der Haut, Beinschwellungen oder sogar offene Beine vorliegen. Sie sind ein Zeichen für den krankhaften Rückstrom des Bluts in den oberflächlichen Beinvenen, der eine Krampfader kennzeichnet.
Ziel des CHIVA-Verfahrens ist die möglichst stammvenenerhaltende Operation. Die Stammvene wird im Bein des Patienten belassen, und es wird auf das Entfernen durch Stripping der Sammelvene (Stammvene) (Vena saphena magna und Vena saphena parva) verzichtet.
Auf diese Weise bleibt der Blutabfluss weiterhin bestehen und kann bei Bedarf auch als Bypass dienen.
Mit der CHIVA-Methode können alle Formen von Krampfadern behandelt werden.
Als nicht sinnvoll gilt eine CHIVA-Operation, wenn die Krampfadern zu stark ausgeprägt sind.
Studien zufolge kommt es durch die CHIVA-Methode seltener zu einer erneuten Entstehung von Krampfadern als nach einer Stammvenenentfernung.

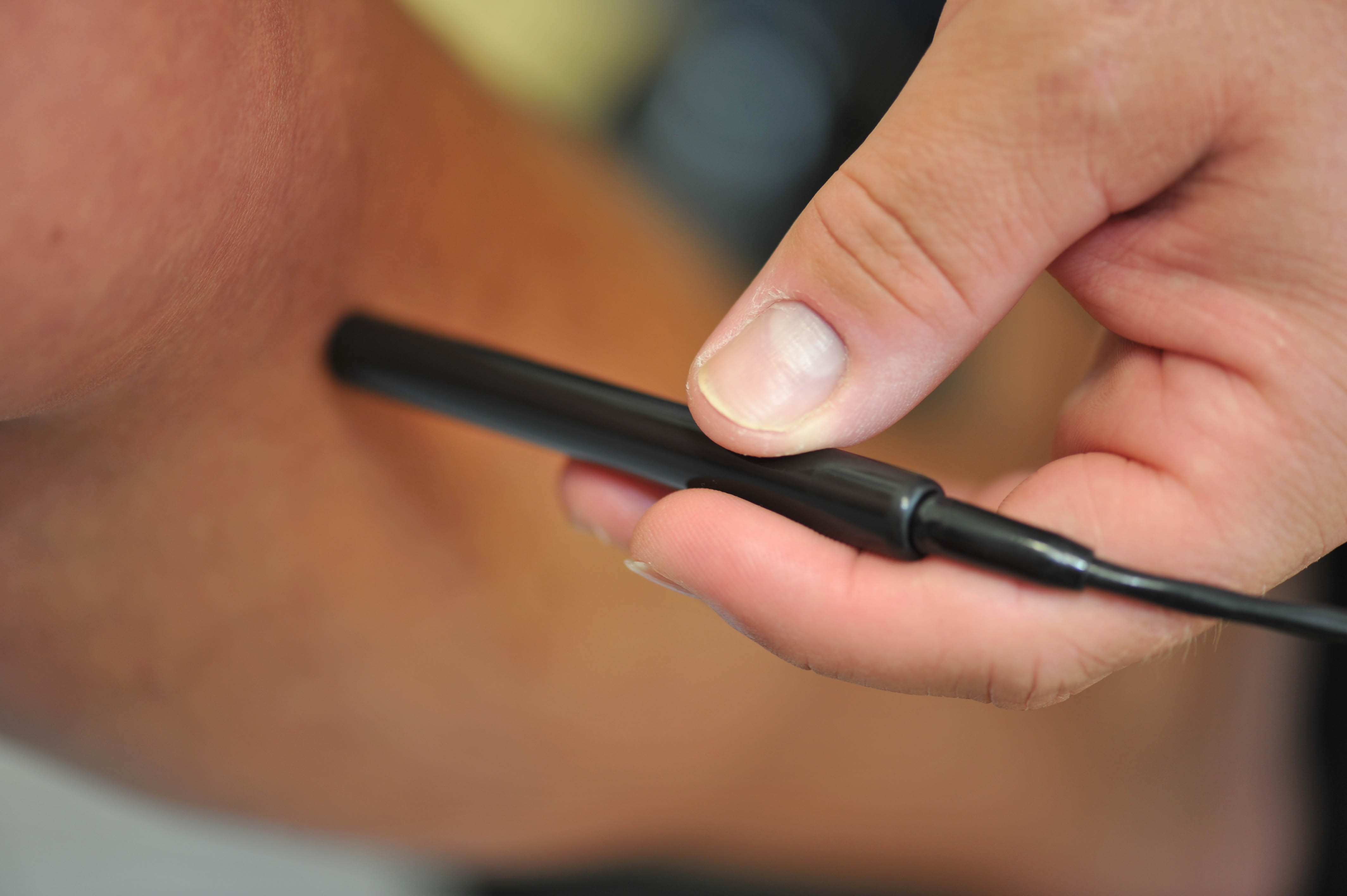
Diagnose Doppleruntersuchung

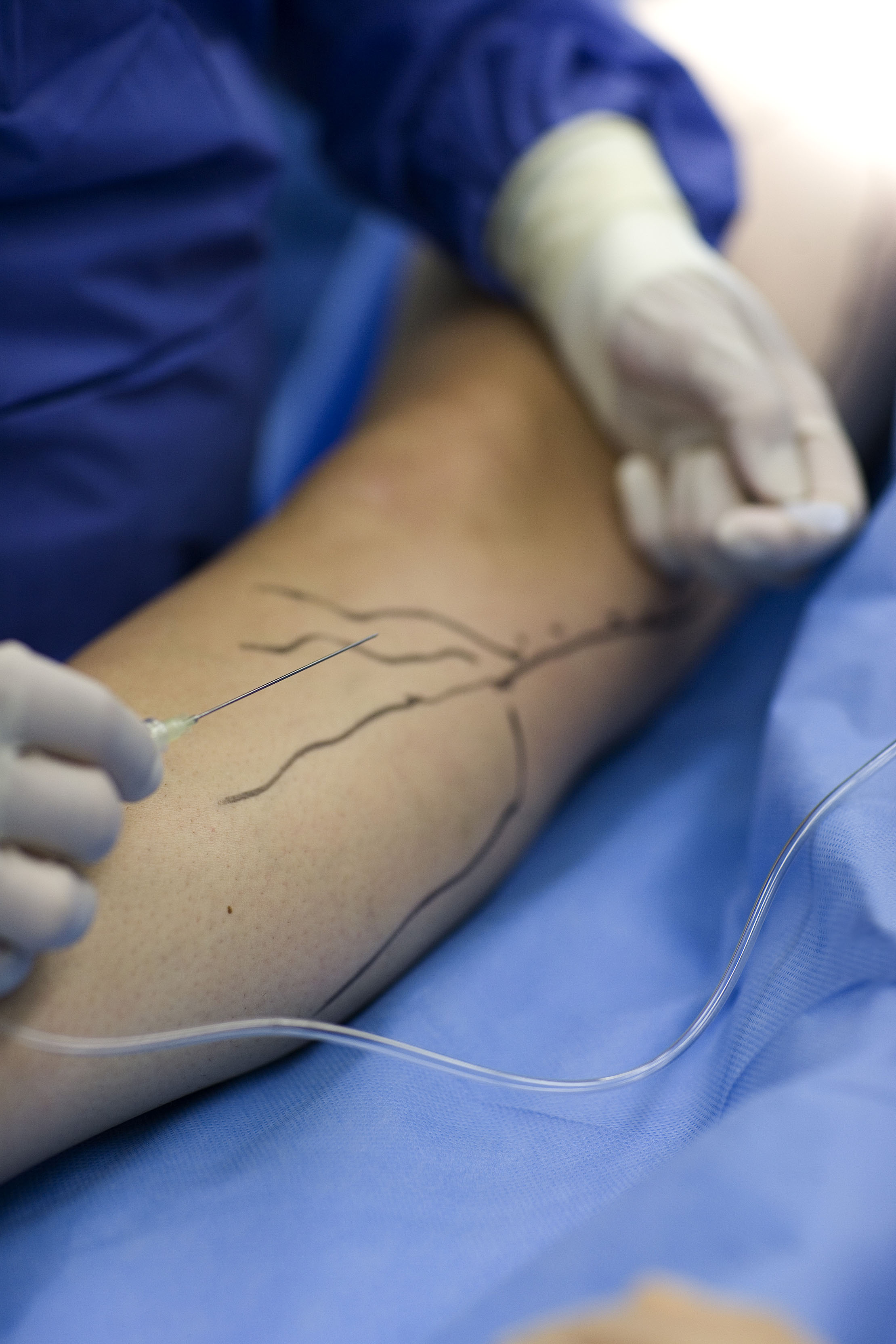
Landkarte des oberflächlichen Beinvenensystems

## Voruntersuchung
Vor dem Eingriff lässt sich der Patient einen speziell für ihn angepassten Kompressionsstrumpf oder eine Kompressionsstrumpfhose anfertigen.
Die CHIVA-Methode setzt eine genaue Kenntnis über den Abfluss und den Rezirkulationskreislauf des Blutes in den Venen voraus.
Bevor der Eingriff stattfinden kann, wird eine ausführliche Doppler-Sonografie beziehungsweise eine farbkodierte Duplex-Sonografie. Ultraschalluntersuchung durchgeführt. Mit diesen Ultraschalluntersuchungen kann der Arzt das Venensystem der Beine einschließlich der Venenklappen beurteilen und den Blutfluss sichtbar machen. Dabei erstellt der Arzt eine Art Landkarte des oberflächlichen Beinvenensystems. Außerdem erfasst er die venösen Flüsse der Venen, die oft miteinander verschachtelt sind. Schließlich legt der Mediziner die Stellen fest, an denen die Unterbrechung des Venenflusses stattfindet. Die betreffenden Stellen markiert er mit einem Farbstift auf der Haut.
Bei der Operation werden nur die oberflächlichen Venen berührt. Die tiefen Venen bleiben unangetastet.

## Ablauf der CHIVA-Operation
Der Eingriff kann ambulant und unter lokaler Anästhesie durchgeführt werden. Bedarf es eines größeren Aufwands, kann auch eine Vollnarkose vorgenommen werden. Das örtliche Betäubungsmittel wird an den Stellen unter die Haut gespritzt, wo bei der Voruntersuchung die Anzeichnungen gemacht wurden.
Die Haut wird an den Stellen der vorgesehenen Schnitte und Stiche mehrfach desinfiziert.
Über einen oder mehrere kleine Hautschnitte verschafft sich der Venenarzt Zugang zu den Krampfadern. Normalerweise fallen die Hautschnitte an den seitlichen Ästen des Beins so gering aus, dass sie eher als Stiche wahrzunehmen sind. Der Venenarzt zieht die Krampfadern behutsam hervor, bindet sie mit einem chirurgischen Faden ab, durchtrennt und versenkt sie anschließend wieder.
Nach der Korrektur hat das Blut keine Möglichkeit zu einem Rückfluss in die krankhaften Krampfadern. Das Blut aus den vielen gesunden Seitenästen kann hingegen in den noch vorhandenen Venen abfließen. Es muss sich nach dem erfolgten Eingriff keine neuen Wege suchen, sondern ist umgeleitet und der krankhafte Rückfluss in der erweiterten Vene ausgeschaltet.
Die meisten Schnitte sind sehr klein und müssen daher nicht genäht, sondern nur mit einem Klammerpflaster zusammengehalten und zusätzlich mit einem Deckpflaster geschützt und versorgt werden.
Jede Operation nimmt zwischen zwei und vier Stunden in Anspruch.

## Nach dem Eingriff
In der Regel findet die CHIVA-Methode ambulant statt. Das bedeutet, dass der Patient nach dem Eingriff wieder nach Hause zurückkehren kann. Auf Wunsch lässt sich auch eine stationäre Betreuung durchführen, die ein bis zwei Tage in Anspruch nimmt. In den meisten Fällen ist dieses Vorgehen jedoch nicht nötig.
Noch auf dem Behandlungstisch wird dem Patienten sein mitgebrachter, speziell für ihn angepasster Kompressionsstrumpf oder eine Kompressionsstrumpfhose angelegt. Der Kompressionsstrumpf wirkt einer Nachblutung entgegen. Der durch den Kompressionsstrumpf ausgeübte Druck entlastet die erweiterten Venen und erleichtert es ihnen so, sich nach und nach wieder auf ihren ursprünglichen Durchmesser zusammenzuziehen.
Der Kompressionsstrumpf wird 4 bis 6 Wochen lang tagsüber getragen.
Aufzustehen und umherzugehen, ist direkt nach dem Eingriff möglich und auch ausdrücklich erwünscht. So wird einer Venenentzündung am besten vorgebeugt und die Rückbildung der Krampfadern gefördert.
Aus Sicherheitsgründen dürfen Patienten, die behandelt wurden, am gleichen Tage kein Fahrzeug führen und keine Maschinen bedienen, die Konzentration erfordern. Nach geltendem Recht betrifft diese Einschränkung ausdrücklich auch Behandlungen in örtlicher Betäubung. Der Patient wird gebeten sich nach Hause fahren zu lassen.
Dadurch, dass die Wunden sehr klein sind, können die Patienten in der Regel am nächsten Tag wieder ihren normalen Beschäftigungen nachgehen.
Nach dem Eingriff, wenn die örtliche Betäubung nachlässt, verspürt man einen leichten Wundschmerz. Am Tag nach dem Eingriff (24 Stunden nach dem Eingriff), darf der Patient duschen, ohne auf den Wunden zu reiben. Die Klammerpflaster entfernt er nach 7 Tagen. Treten Reizerscheinungen auf, sollten die Wundverbände sofort entfernt werden. Hautfäden brauchen nicht gezogen zu werden.
Sport und Bewegung, insbesondere der Beine, aktiviert die Muskelpumpe, unterstützt damit den Abtransport des Blutes und wirkt so der Entstehung einer Thrombose entgegen. Zudem fördern Spazieren gehen, Walking, Joggen, Radfahren, Schwimmen oder eine leicht in den Alltag integrierbare Venengymnastik die angestrebte Rückbildung der Krampfadern. Lediglich Leistungssport, längeres Verharren in Hockstellung und schweres Heben sollte in der ersten Woche vermieden werden.
Zu vermeiden sind längeres Stehen ohne Betätigung der Beinmuskeln und Sitzen mit gebeugtem Knie.
Kneipp-Anwendungen und abschwellende Wickel unterstützen die Rückbildung der Vene auf ihren ursprünglichen Durchmesser.
Die Venen brauchen zwei bis sechs Wochen, bis sie sich zurückgebildet haben. Die braunen Stellen an den Beinen brauchen manchmal bis zu sechs Monaten, um ganz zu verschwinden.
Rund acht Wochen nach der CHIVA-OP prüft der Arzt in einer Kontrolluntersuchung das Therapieergebnis. Bei den meisten Patienten ist die Behandlung dann abgeschlossen.

## Nebenwirkungen und Komplikationen
Im Bereich der Schnitte kann es vorkommen, dass etwas Blut in die Haut eindringt und diese rotblau verfärbt. Diese Blutergüsse bilden sich immer folgenlos zurück.
Nebenwirkungen und Komplikationen werden bei der CHIVA-Methode als geringer eingeschätzt als beim Entfernen von Krampfadern. Dennoch besteht das Risiko, dass es zu leichten Verletzungen an den Weichteilen, Nerven und Lymphen kommt. Jedem zehnten Patienten droht außerdem eine Venenentzündung. Diese lässt sich mit Medikamenten behandeln.
Eine seltene, aber gefährliche Komplikation ist die Bildung eines Blutgerinnsels in den tiefen Beinvenen. Solch einer Thrombose lässt sich mit Medikamenten vorbeugen, die die Gerinnungsfähigkeit des Bluts herabsetzen. Ob ein Patient eine vorübergehende Thromboseprophylaxe mit einem Gerinnungshemmer braucht, legt der behandelnde Arzt individuell fest.

## Langzeit Wirkung
Bei einer Langzeitstudie wurde die CHIVA-Methode mit der Stripping-Methode verglichen. Bei Patienten mit einer kompletten Insuffizienz der Vena saphena magna, die mit der CHIVA-Methode behandelt wurden, traten nach fünf Jahren seltener neue Krampfadern auf.